# Larchamp (Mayenne)
Pour les articles homonymes, voir Larchamp.
Pour l’article ayant un titre homophone, voir Larchant.
Larchamp est une commune française, située dans le département de la Mayenne en région Pays de la Loire, peuplée de 1 012 habitants.
La commune fait partie de la province historique du Maine, et se situe dans le Bas-Maine.

## Géographie

### Communes limitrophes
| Saint-Ellier-du-Maine, Le Loroux (35)   | Montaudin               | Montaudin               |
| Fleurigné (35), La Chapelle-Janson (35) | Larchamp                | Saint-Denis-de-Gastines |
| La Pellerine                            | Saint-Pierre-des-Landes | Ernée                   |

### Climat
Pour des articles plus généraux, voir Climat des Pays de la Loire et Climat de la Mayenne.
En 2010, le climat de la commune est de type climat océanique franc, selon une étude du CNRS s'appuyant sur une série de données couvrant la période 1971-2000. En 2020, Météo-France publie une typologie des climats de la France métropolitaine dans laquelle la commune est exposée à un climat océanique et est dans la région climatique  Bretagne orientale et méridionale, Pays nantais, Vendée, caractérisée par une faible pluviométrie en été et une bonne insolation. 
Pour la période 1971-2000, la température annuelle moyenne est de 10,5 °C, avec une amplitude thermique annuelle de 13,5 °C. Le cumul annuel moyen de précipitations est de 911 mm, avec 13,7 jours de précipitations en janvier et 8 jours en juillet. Pour la période 1991-2020, la température moyenne annuelle observée sur la station météorologique de Météo-France la plus proche, « Saint-Mars/la-Futa », sur la commune de Saint-Mars-sur-la-Futaie à 8 km à vol d'oiseau, est de 11,3 °C et le cumul annuel moyen de précipitations est de 929,3 mm,. Pour l'avenir, les paramètres climatiques de la commune estimés pour 2050 selon différents scénarios d'émission de gaz à effet de serre sont consultables sur un site dédié publié par Météo-France en novembre 2022.

## Urbanisme

### Typologie
Au 1er janvier 2024, Larchamp est catégorisée commune rurale à habitat très dispersé, selon la nouvelle grille communale de densité à sept niveaux définie par l'Insee en 2022.
Elle est située hors unité urbaine. Par ailleurs la commune fait partie de l'aire d'attraction d'Ernée, dont elle est une commune de la couronne,. Cette aire, qui regroupe 5 communes, est catégorisée dans les aires de moins de 50 000 habitants,.

### Occupation des sols
L'occupation des sols de la commune, telle qu'elle ressort de la base de données européenne d’occupation biophysique des sols Corine Land Cover (CLC), est marquée par l'importance des territoires agricoles (97,3 % en 2018), une proportion sensiblement équivalente à celle de 1990 (97,2 %). La répartition détaillée en 2018 est la suivante : 
prairies (42 %), terres arables (36,2 %), zones agricoles hétérogènes (19,2 %), zones urbanisées (2,4 %), forêts (0,2 %). L'évolution de l’occupation des sols de la commune et de ses infrastructures peut être observée sur les différentes représentations cartographiques du territoire : la carte de Cassini (XVIIIe siècle), la carte d'état-major (1820-1866) et les cartes ou photos aériennes de l'IGN pour la période actuelle (1950 à aujourd'hui).

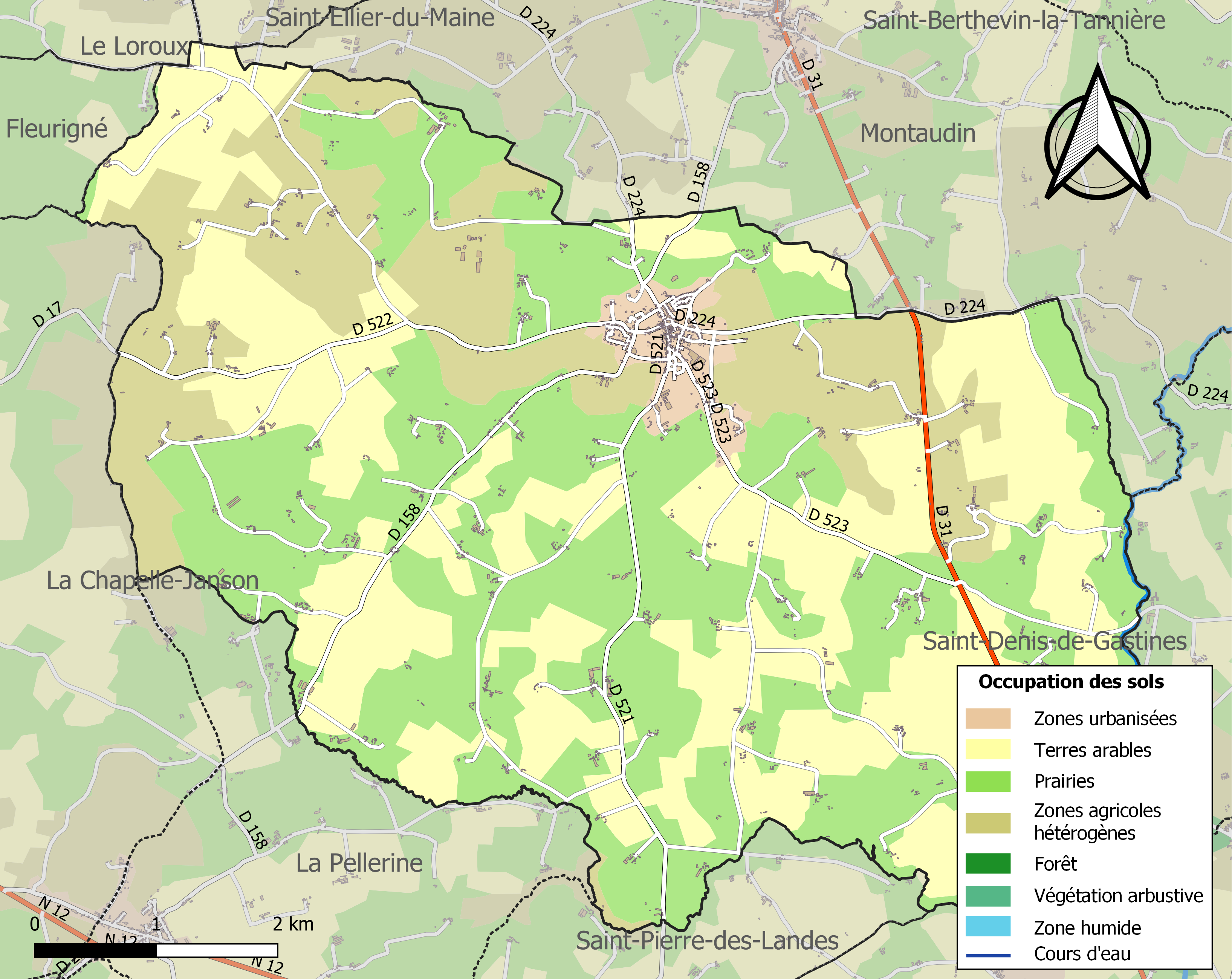
Carte des infrastructures et de l'occupation des sols de la commune en 2018 (CLC).

## Toponymie
Le gentilé est Larchampois.

## Histoire

### Le chemin de fer
Larchamp était desservie par la ligne de chemin de fer départemental reliant Laval à Landivy. Cette ligne fut ouverte le 18 décembre 1901 et son déclassement fut décidé par le conseil général le 11 mai 1938.
En 1902, la gare de Larchamp avait accueilli 8 835 voyageurs et la halte des Heaumes, située sur le territoire de cette commune, 1 154 voyageurs.

## Population et société

### Démographie
L'évolution du nombre d'habitants est connue à travers les recensements de la population effectués dans la commune depuis 1793. Pour les communes de moins de 10 000 habitants, une enquête de recensement portant sur toute la population est réalisée tous les cinq ans, les populations de référence des années intermédiaires étant quant à elles estimées par interpolation ou extrapolation. Pour la commune, le premier recensement exhaustif entrant dans le cadre du nouveau dispositif a été réalisé en 2006.

En 2022, la commune comptait 1 012 habitants, en évolution de −8,58 % par rapport à 2016 (Mayenne : −0,73 %, France hors Mayotte : +2,11 %).
| 1793  | 1800  | 1806  | 1821  | 1831  | 1836  | 1841  | 1846  | 1851  |
| ----- | ----- | ----- | ----- | ----- | ----- | ----- | ----- | ----- |
| 2 281 | 3 480 | 2 241 | 1 861 | 2 074 | 2 140 | 2 284 | 2 291 | 2 308 |

| 1856  | 1861  | 1866  | 1872  | 1876  | 1881  | 1886  | 1891  | 1896  |
| ----- | ----- | ----- | ----- | ----- | ----- | ----- | ----- | ----- |
| 2 186 | 2 205 | 2 269 | 2 162 | 2 132 | 2 122 | 2 125 | 2 049 | 1 856 |

| 1901  | 1906  | 1911  | 1921  | 1926  | 1931  | 1936  | 1946  | 1954  |
| ----- | ----- | ----- | ----- | ----- | ----- | ----- | ----- | ----- |
| 1 750 | 1 721 | 1 715 | 1 566 | 1 583 | 1 591 | 1 540 | 1 555 | 1 485 |

| 1962  | 1968  | 1975  | 1982  | 1990  | 1999  | 2006  | 2011  | 2016  |
| ----- | ----- | ----- | ----- | ----- | ----- | ----- | ----- | ----- |
| 1 373 | 1 268 | 1 241 | 1 239 | 1 107 | 1 017 | 1 045 | 1 055 | 1 107 |

| 2021  | 2022  | - | - | - | - | - | - | - |
| ----- | ----- | - | - | - | - | - | - | - |
| 1 046 | 1 012 | - | - | - | - | - | - | - |

### Sports et loisirs
L'Association sportive larchampoise a fait évoluer deux équipes de football en divisions de district jusqu'en 2015.

### Associations
- APEL.
- Amicale des pêcheurs de Larchamp.
- Association des jeunes « Esperados ».
- Amicale laïque.
- Familles rurales.
- OGEC.
- Le club des Aînés

## Culture locale et patrimoine

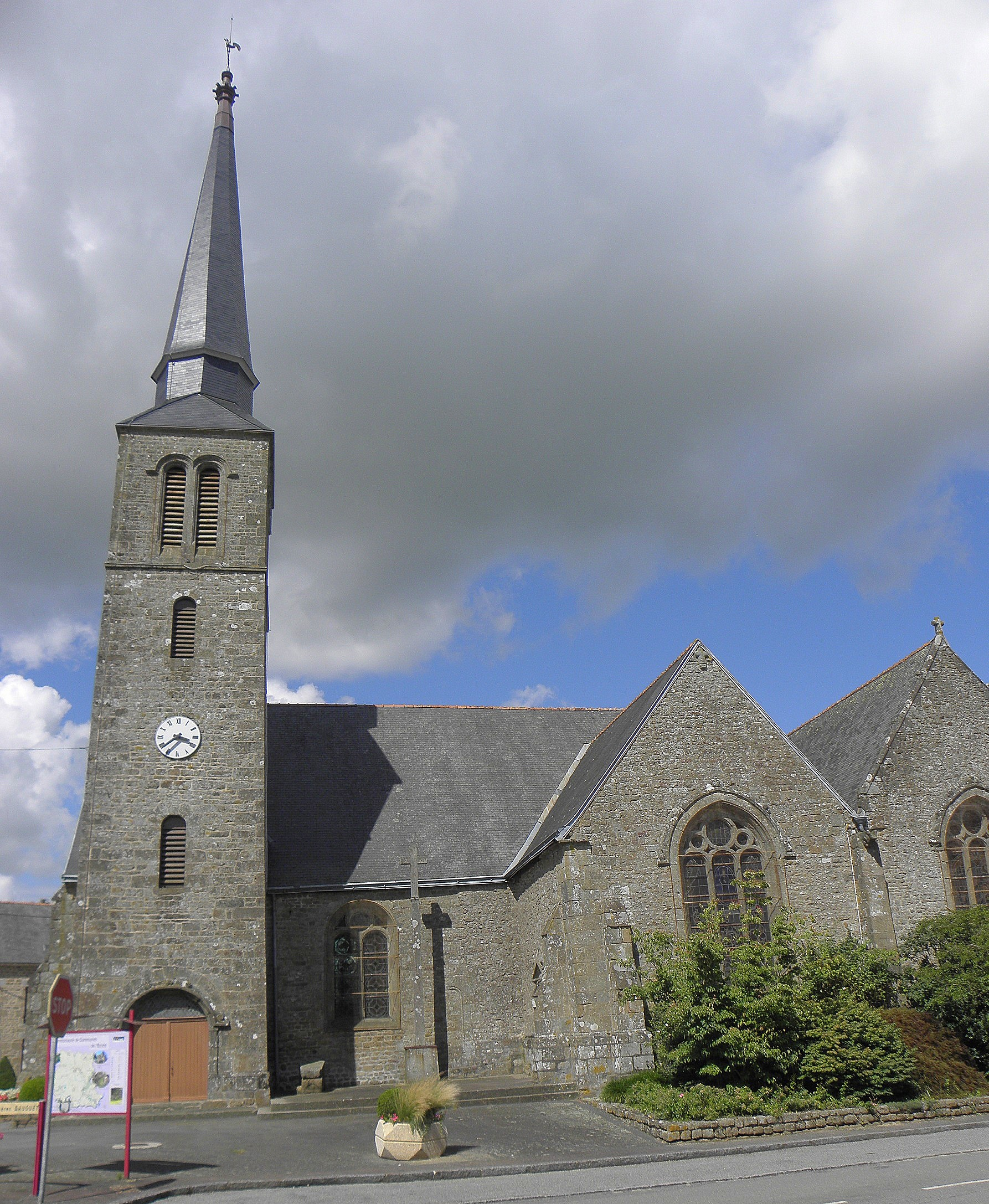
L'église paroissiale Saint-Crépin-et-Saint-Crépinien.

### Lieux et monuments
- Église Saint-Crépin-et-Saint-Crépinien, romano-gothique.
- Monument du Petit Val aux Américains et aux Résistants, au lieu-dit le Petit-Val.

### Personnalités liées à la commune
- Jacques Julien Guérin (1757-1844), baron de Walderbach, général de brigade, descendant d'une vieille famille de Larchamp.
- Auguste Hay de Bonteville (1775-1846), maire de Larchamp entre 1815 et 1821.
- Nicole Kiil-Nielsen (née en 1949 à Larchamp), députée au Parlement européen de 2009 à 2014.

### Héraldique
| Blason de Larchamp (Mayenne) | Blason  | D’argent, à une corneille de sable, becqués et membrés d’or, tenant dans ses pattes une doloire de gueules, mise en bande. |
| Blason de Larchamp (Mayenne) | Détails | L’argent et la corneille sont la reprise d’une partie du blason de Cornilleau seigneur de Larchamp. La reprise intégrale des armes de famille étant interdite pour la commune, il suffit d’en emprunter un ou plusieurs éléments. La doloire est un instrument servant à polisser les peaux, utilisée autant par les fourreurs que par les cordonniers. Elle représente saint Crépin et saint Crépinien les deux patrons de la commune. Ils sont les saints patrons des cordonniers. Les ornements sont deux deux gerbes de blé d’or, mises en sautoir par la pointe et liées de sable afin d’honorer l’activité agricole. Le listel d'argent porte le nom de la commune en lettres majuscules de sable. La couronne de tours dit que l’écu est celui d’une commune ; elle n’a rien à voir avec des fortifications. Le statut officiel du blason reste à déterminer. |